# ماركوس رينو
ماركوس رينو (بالإنجليزية: Marcus Reno)‏ هو ضابط أمريكي، ولد في 15 نوفمبر 1834 في كارولتون في الولايات المتحدة، وتوفي في 30 مارس 1889 في واشنطن العاصمة في الولايات المتحدة.

## وصلات خارجية
- ماركوس رينو على موقع الموسوعة البريطانية (الإنجليزية)